# Zirc
Zirc (Duits: Sirtz) is een stadje in Hongarije in het comitaat Veszprém. Het ligt aan het Bakony-woud en ligt op 37 km ten noorden van het Balatonmeer. Nabij Zirc op zo'n 15 km ten noordwesten, ligt de hoogste berg of heuvel van het Bakony-gebied, de Kőris-hegy met zijn 704 meter hoogte.
Midden in het stadje Zirc (uitsp: zirts) staat de cisterciënzerabdij met klooster, in barokstijl. De eerste bouw dateert uit 1182.
Grote delen van deze kerk en het klooster werden verwoest. Kerk en klooster werden tussen 1739 en 1753 herbouwd.
In de kerk is aardig houtsnijwerk te zien en schilderingen bij het hoofdaltaar. In de classicistische stijl gebouwde bibliotheekzaal van het klooster (19e eeuw) met een cassettenplafond is een belangrijke wetenschappelijke bibliotheek ondergebracht, die nu eigendom is van de Hongaarse Nationale Bibliotheek in Boedapest. In de bibliotheek is o.a een originele atlas van de Amsterdamse kaartenmaker Blaeu te vinden. Het gebouw herbergt ook het Bakony-natuurwetenschappelijk museum met een rijke dieren- en plantenverzameling.
Vlakbij is een arboretum met 400 soorten bomen en struiken. In de omgeving zijn diverse gemarkeerde wandelingen uitgezet.